# Dave Krusen

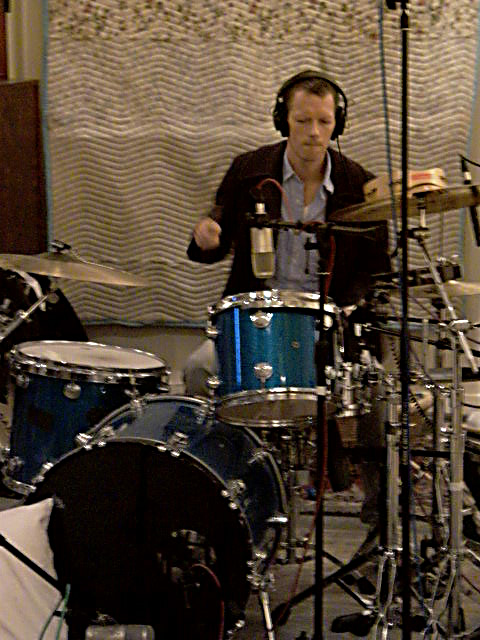
Dave Krusen

David „Dave“ Krusen (* 10. März 1966 in Tacoma, Washington) ist ein US-amerikanischer Rockmusiker.

## Leben
Krusen wurde vor allem als Gründungsmitglied von Pearl Jam bekannt. Er wirkte 1991 am Debütalbum der Band Ten als Schlagzeuger mit. Kurz nach dem Ende der Aufnahmen musste er aufgrund von Alkoholproblemen die Gruppe verlassen. Er wurde durch Matt Chamberlain ersetzt.
Mitte der 1990er Jahre schloss er sich unter dem Pseudonym Karl 3-30 Hovercraft an, einer Experimental-Rock-Band aus Seattle. 1997 wurde er bei Candlebox Nachfolger von Scott Mercado. 1998 gründete er mit Brad Smith und Christopher Thorn von Blind Melon die Band Unified Theory. Als sich die Band ein Jahr später wieder auflöste, gründete er mit „Novatone“ seine eigene Band.
Auf dem Debütalbum von Cheyenne Kimball saß er bei mehreren Stücken am Schlagzeug.
Als Pearl Jam im April 2017 in die Rock and Roll Hall of Fame aufgenommen wurden, trat Krusen aus diesem Anlass noch einmal mit seinen einstigen Bandkollegen auf und spielte den Song Alive. Im Dezember 2017 spielte er zudem auf einer Benefiz-Single der Gruppe Schlagzeug.